# Brock Miron
Brock Miron (Cornwall, Ontario, 9 juli 1980) is een Canadees langebaanschaatser.
IJshockey was in de jeugdjaren de sport van Miron. Op zijn vijftiende koos hij voor de sport van zijn broer: langebaanschaatsen.; en niet zonder succes. In 2003 werd Miron Canadees sprintkampioen. Het seizoen erna werd hij lid van de Canadese nationale langebaanselectie, waar hij nog steeds deel van uitmaakt.
Miron is student scheikunde aan de universiteit van Calgary.

## Persoonlijke records
| Afstand    | Tijd    | Datum            | Baan           |
| ---------- | ------- | ---------------- | -------------- |
| 500 meter  | 34,72   | 27 december 2005 | Calgary        |
| 1000 meter | 1.08,74 | 10 maart 2007    | Salt Lake City |
| 1500 meter | 1.50,16 | 13 december 2002 | Calgary        |
| 3000 meter | 4.03,31 | 16 januari 2000  | Calgary        |
| 5000 meter | 7.09,45 | 14 januari 2000  | Calgary        |

## Resultaten
| jaar | NK Afstanden     | NK Allround | NK Sprint | Olympische Spelen | Wereldbeker        | WK Afstanden       | WK Sprint | WK Junioren |
| ---- | ---------------- | ----------- | --------- | ----------------- | ------------------ | ------------------ | --------- | ----------- |
| 2000 | -                | NC          | -         |                   |                    |                    |           | NC28        |
| 2001 | -                | -           | -         |                   |                    | -                  | -         |             |
| 2002 | -                | -           | Brons     | -                 |                    | -                  | -         |             |
| 2003 | 4e 500m 7e 1000m | NC          | Goud      |                   | 24e 500m 38e 1000m | -                  | 21e       |             |
| 2004 | -                | NC          | Zilver    |                   | 24e 500m 34e 1000m | -                  | -         |             |
| 2005 | -                | -           | Zilver    |                   | 37e 500m 49e 1000m | 18e 500m 21e 1000m | 23e       |             |
| 2006 | 500m · 6e 1000m  | -           | -         | 30e 500m          | 38e 500m 37e 1000m |                    | 15e       |             |
| 2007 | 500m · 4e 1000m  | -           | -         |                   | 17e 500m 15e 1000m | 18e 500m 12e 1000m | 32e       |             |

- = geen deelname
NC = niet geklasseerd in de eindrangschikking
NC28 = niet gestart op de 4e afstand, maar wel als 28e geklasseerd in de eindrangschikking